# خاورمیانه
خاوَرِمیانه (به انگلیسی: Middle East) یک منطقه جغرافیایی در غرب آسیا و ناحیهٔ آفرو-اوراسیا است که از تنگه باب‌المندب در جنوب غرب تا تنگه داردانل در شمال غرب و از شرق تا رشته‌کوه‌های هیمالیا و بندر کراچی امتداد دارد. واژهٔ خاورمیانه تا حدود زیادی دارای ابهام است و تعاریف دیگری نیز از منطقه ارائه شده است برای مثال واژهٔ خاورمیانه بزرگ علاوه بر تعریف معمول از خاورمیانه، کشورهای افغانستان، جمهوری آذربایجان، ارمنستان، منطقه مغرب عربی یعنی مراکش، تونس، الجزایر، موریتانی، لیبی و همچنین کشورهای دیگری مثل جیبوتی، سومالی، کومور، پاکستان و کشورهایی در آسیای مرکزی را نیز در بر می‌گیرد.
برای نخستین بار در سپتامبر ۱۹۰۲، آلفرد ماهان اصطلاح «خاورمیانه» را که در مقاله «خلیج فارس و روابط بین‌الملل» در نشریه نشنال ریویو منتشر شد، رایج کرد.
خاور میانه منطقه‌ای استراتژیک از نظر جغرافیایی و انرژی است و ۵۶٫۶ درصد از منابع نفت زمین در این منطقه قرار دارد.
این منطقه گروه‌های فرهنگی و قومی گوناگونی مانند فارس‌ها، عرب‌ها، کردها، آشوری‌ها، آذربایجانی‌ها، ترک‌های آناتولی، گیلک ها، مازندرانی ها، لرها قشقایی‌ها، افغان‌ها، بلوچ‌ها، یهودیان، قبطی‌ها، ترکمان‌های عراق و بربرها را در خود جای داده است. زبان‌های اصلی این منطقه عبارت‌اند از فارسی، ترکی آذربایجانی، عربی، کردی، لری، گیلکی، مازندرانی، بلوچی، پشتو، آشوری، ترکی استانبولی، یونانی و عبری و در تعریف خاورمیانهٔ بزرگ زبان‌های ارمنی و اردو را نیز شامل می‌شود.

اکثر مناطق خاورمیانه دارای اقلیمی گرم و خشک و مناطق بایر است. اما وجود چند رود بزرگ و مهم از جمله رودهای نیل، دجله، فرات و کارون به کشاورزی و آبادانی و تمدن در این منطقه کمک کرده است. خاورمیانه دارای تاریخی کهن و غنی است و این منطقه از نخستین سکونت‌گاه‌های بشر است. تاریخ خاورمیانه دارای ارزش و اهمیت ژئوپولیتیکی بالاست و آغاز آن به دوران باستان بازمی‌گردد.

## جغرافیا

نقشه طبقه‌بندی آب و هواییِ بر اساسِ سامانه طبقه‌بندی اقلیمی کوپن در خاورمیانه

منطقه‌ای از آسیا را که به نام خاورمیانه یا آسیای جنوب غربی شناخته شده می‌توان به دو بخش تقسیم کرد یکی بخش شمالی شامل ترکیه و ایران و دیگری بخش جنوبی شامل شبه‌جزیره عربستان. بخش شمالی را به یک گره زینتی تشبیه می‌کنند که مرکز آن در محاذات جنوب قفقاز واقع شده و طرف غربی یا چپ آن را آسیای صغیر دربر گرفته است. طرف خاوری یا راست گره مورد بحث را ایران فراگرفته که خود سرزمینی است فلاتی با شیب عمومی به طرف خاور که همه اطراف آن را رشته کوه‌های بلندی به وجود آورده است. شبه جزیره عربستان یا بخش جنوبی آسیای جنوب غربی دارای ترکیبی خیلی ساده است بدین معنی که تمام آن از یک تختال (Block) عظیمی تشکیل شده که قسمت‌های برآمده آن در مجاورت دریای مدیترانه و سرخ به چشم می‌خورد. دومین منطقه آسیا را شبه قاره عظیم هند و پاکستان به وجود آورده است که رشته کوه‌های بزرگی مانند سلیمان در شمال باختری و قره‌قروم، هیمالیا در شمال و اراکان (Arakan) و یوما (Yoma) در خاور آن را از نواحی جدا می‌سازد.
جسی ویلر دربارهٔ خاور میانه در کتاب جغرافیای عمومی جهان (مناطق مهم جغرافیایی) می‌نویسد:
«خاور میانه منطقه‌ای است که قسمت اعظم آن از بیابان و علفزار تشکیل می‌شود، در مورد وسعت این منطقه بین علما اختلاف فاحشی وجود دارد به‌طوری‌که برخی از آنان حتی اصطلاح «خاور میانه» را اصولاً قبول ندارند چون آن را خیلی مبهم و اشتباه می‌دانند، این اصطلاح از طرف اروپاییان به این منطقه داده شده است زیرا اروپاییان سرزمین‌هایی که در شرق اروپا بودند رو به ترتیب به سه قسمت خاوردور (آسیای شرقی)، خاور میانه (جنوب غرب آسیا) و خاور نزدیک تقسیم‌بندی کرده‌اند. معهذا این اصطلاح به عنوان نام یک منطقه طوری تثبیت شد که برانداختن آن آسان نیست.»

## تاریخ

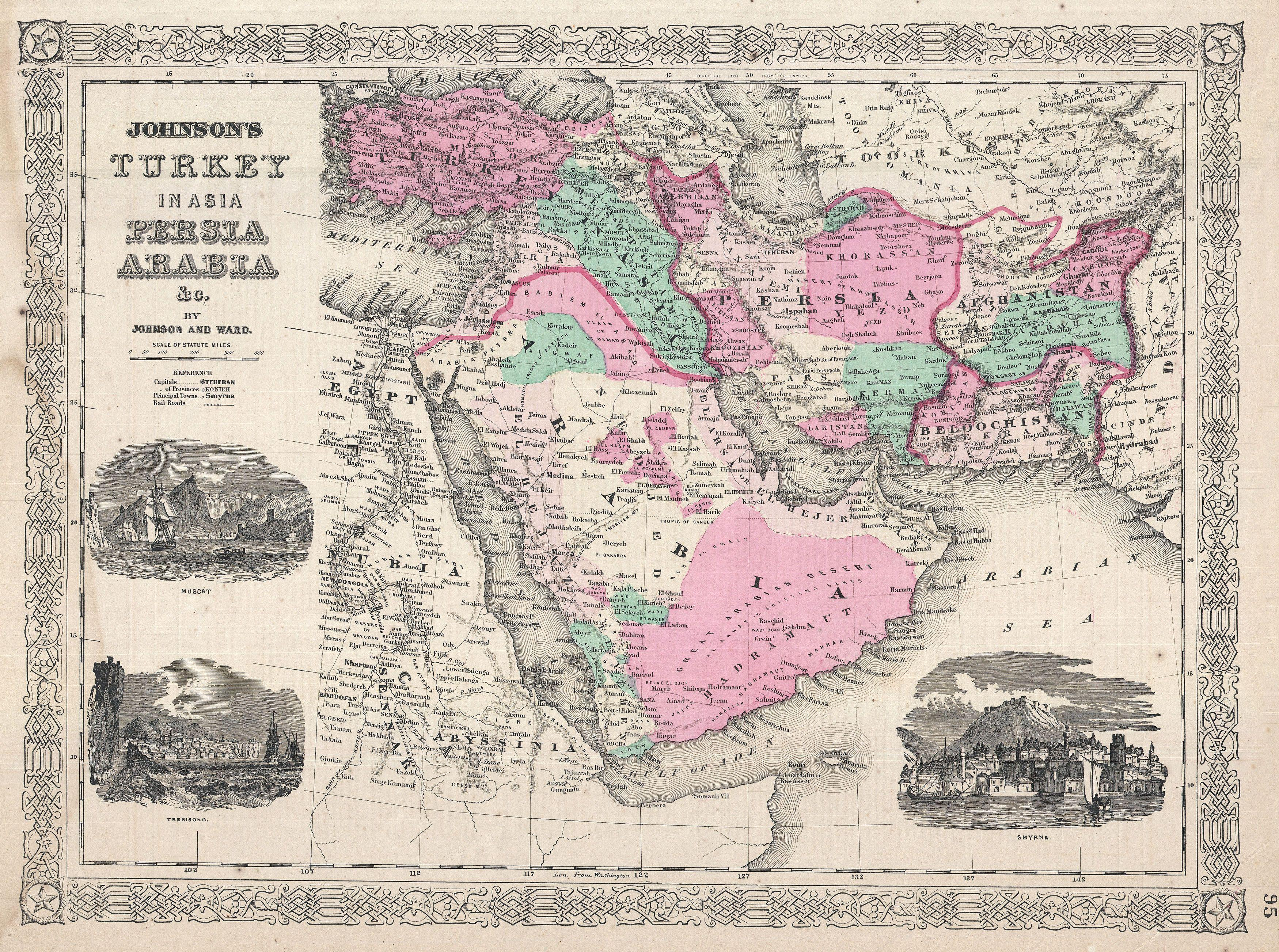
نقشه‌ای سیاسی از منطقهٔ خاور میانه که در سال ۱۸۶۶ میلادی توسط آلوین جوئت جانسون ترسیم‌شده است. نام تاریخی خلیج فارس در نقشه مشهود است.

خاورمیانه از نخستین خاستگاه‌های تمدن جهان است. بسیاری از باورها و آیین‌های جهان از این منطقه برخاسته‌اند. نخستین یافته‌های آدمی در اینجا بوده، و همچنین نخستین برخورد انسان‌های هوشمند آفریقایی (نسل امروز انسان‌ها) و انسان‌های نئاندرتال می‌باشد. نخستین قانون‌های جهان (قانون حمورابی) در این منطقه نوشته شده است.
خاورمیانه از میانه قرن بیستم، مرکز توجه جهانی و شاید حساس‌ترین منطقه جهان از نظر استراتژیکی، اقتصادی، سیاسی و فرهنگی بوده است و مکان کشمکش‌های دراز مدت اعراب و اسرائیل است. خاورمیانه زادگاه ادیان مهمی چون یهودیت، مسیحیت، اسلام و ادیان غیر ابراهیمی مثل دین زرتشتی، آیین مهر و مانوی است.
نمی‌توان گفت تمامی خاورمیانه تاریخی مشترک دارد، گو اینکه در پاره‌ای از خصوصیات فرهنگی یکدست است. حبیب برجیان خاور میانه را «قاره فرهنگی» نامیده است و به باور او سهم ایران در تاریخ و فرهنگ این منطقه به خصوص در دوره‌های هخامنشی و قبل از صفوی پررنگ بوده است.

## مرزها

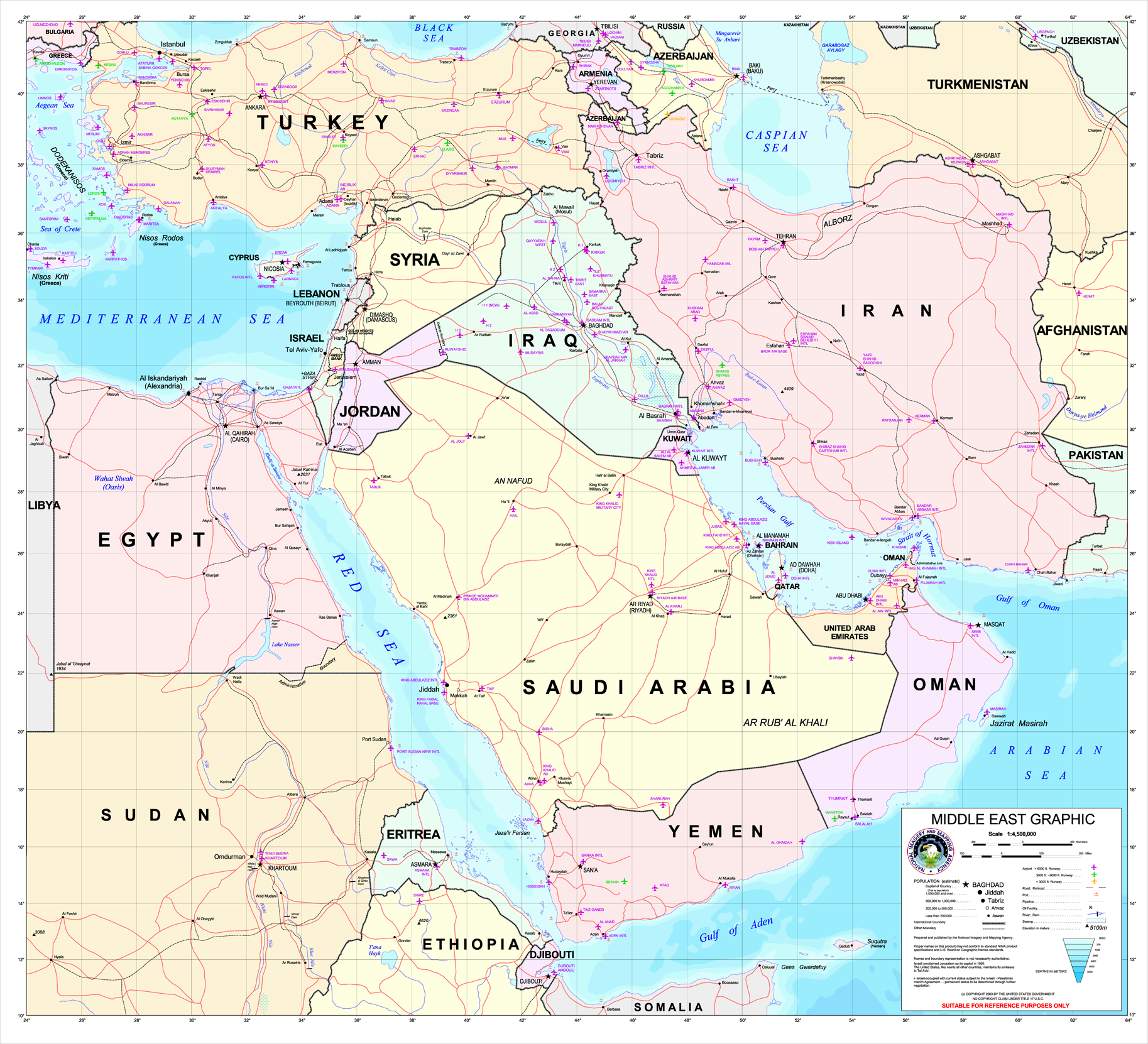
نقشه کشورهایی که مجموعاً به آن‌ها خاورمیانه گفته می‌شود.

۱۳ کشور از مجموع ۱۸ کشور خاورمیانه از کشورهای عربی هستند. پرجمعیت‌ترین کشورها در خاورمیانه کشورهای مصر، ایران و ترکیه هستند و پهناورترین کشور این منطقه عربستان سعودی است.

### کشورها با پرچم و زبان‌های رسمی
| پرچم | کشور                | زبان رسمی   |
| ---- | ------------------- | ----------- |
|      | ایران               | فارسی       |
|      | کویت                | عربی        |
|      | قطر                 | عربی        |
|      | سوریه               | عربی        |
|      | اسرائیل             | عبری        |
|      | عراق                | عربی و کُردی |
|      | لبنان               | عربی        |
|      | عربستان سعودی       | عربی        |
|      | دولت فلسطین (دوژور) | عربی        |
|      | ترکیه               | ترکی        |
|      | عمان                | عربی        |
|      | بحرین               | عربی        |
|      | یمن                 | عربی        |
|      | اردن                | عربی        |
|      | امارات متحده عربی   | عربی        |
|      | مصر                 | عربی        |

کشورهای غربی این منطقه (الجزایر، تونس، لیبی و مراکش) به دلیل وابستگی شدید تاریخی و فرهنگی زیاد، گاه بخشی از خاورمیانه شمرده می‌شوند. سودان نیز یکی از این کشورها به‌شمار می‌آید. کشورهای آفریقایی موریتانی و سومالی نیز پیوندهایی با خاورمیانه دارند.

## واژه‌شناسی
انگلیسی‌ها برای اولین بار در دههٔ ۱۸۵۰ از واژهٔ خاورمیانه استفاده کردند اما پس از استفادهٔ آلفرد ماهان استراتژیست نیروی دریایی ایالات متحده آمریکا در سال ۱۹۰۲ استفاده از واژهٔ خاورمیانه رواج پیدا کرد. در آن دوران عموماً از واژهٔ خاورمیانه برای اشاره به مناطق مابین جهان عرب و هند یا مناطق اطراف خلیج فارس استفاده می‌شد.
برخی افراد از واژهٔ خاورمیانه به دلیل اروپامحوری بودن آن انتقاد می‌کنند. این منطقه تنها از دید اروپای غربی، در مشرق واقع شده درحالی‌که همین منطقه برای یک هندی منطقه‌ای غربی و برای یک روسی در جنوب واقع شده است.
واژهٔ «میانه» نیز به دلیل برداشت‌های مختلف باعث سردرگمی‌هایی شده است. قبل از جنگ جهانی اول اصطلاح خاور نزدیک در انگلیسی به مناطق بالکان و امپراتوری عثمانی گفته می‌شد در حالی که اصطلاح خاورمیانه شامل سرزمین‌های ایران، افغانستان، آسیای مرکزی، و قفقاز بود. همچنین اصطلاح خاور دور به کشورهای شرق آسیا نظیر چین، ژاپن، دو کره، هنگ‌کنگ، تایوان و غیره گفته می‌شد.
با نابودی امپراتوری عثمانی در سال ۱۲۹۷ خورشیدی، دیگر اصطلاح خاور نزدیک کاربرد زیادی نداشت و این در حالی بود که اصطلاح خاورمیانه به کشورهای تازه بنیاد جهان اسلام داده شد. با این حال استفاده از اصطلاح خاور نزدیک توسط برخی رشته‌های دانشگاهی نظیر باستان‌شناسی و تاریخ کهن زنده شد. (مراجعه کنید به خاور نزدیک باستان).
اصطلاح خاورمیانه زمانی رواج یافت که بخش‌های انگلیسی و فرانسوی‌زبان از آن استفاده کردند. در زبان فارسی نیز در دهه‌های گذشته همین اصطلاح «اروپا محور» را بی‌چون‌وچرا و بدون در نظر گرفتن دیدگاه خود در اینباره که اصطلاح «جنوب غربی آسیا» که بامعنا و از نظر جغرافیایی درست است برای این منطقه مناسب است.
سید علی خامنه‌ای رهبر جمهوری اسلامی ایران نامگذاری منطقه غرب آسیا به نام خاور میانه از سوی غربی‌ها را تعبیری غلط و دلیل بر تکبر و حس برتری طلبی اروپایی‌ها می‌داند که اروپا را مرکز جهان دانسته و خاور یا شرق را نسبت به اروپا می‌سنجند و به سه منطقه خاور دور، خاور میانه و خاور نزدیک تقسیم‌بندی و تعبیر می‌کنند. به اعتقاد او عبارت «غرب آسیا» جایگزینی درست برای خاور میانه و تعابیر خاور دور، نزدیک و میانه نادرست هستند. خامنه ای در این باره در دیدار با استادان دانشگاه در ۲۲ مرداد ۱۳۹۱ گفت:

«البته من اصرار دارم این منطقه را «غرب آسیا» بگویم، نه خاور میانه. تعبیر خاور دور، خاور نزدیک، خاور میانه درست نیست. دور از کجا؟ از اروپا. نزدیک به کجا؟ به اروپا؛ یعنی مرکز دنیا اروپاست؛ هر جایی که از اروپا دورتر است، اسمش خاور دور است؛ هر جا نزدیکتر است، خاور نزدیک است؛ هر جا وسط است، خاور میانه است! این تعریفی است که خود اروپائی‌ها کردند؛ نه، ما این را قبول نداریم. آسیا یک قاره‌ای است؛ شرقی دارد، غربی دارد، وسطی دارد؛ ما در غرب آسیا قرار داریم؛ بنابراین منطقهٔ ما اسمش منطقهٔ غرب آسیا است، نه منطقهٔ خاور میانه.»
ابراهیم متقی استاد علوم سیاسی و روابط بین‌الملل دانشگاه تهران، اروپامحوری را تلاشی در جهت مرکز قرار دادن غرب در الگوی عام نظام جهانی می‌داند و معتقد است ارزیابی انتقادی دربارهٔ مفاهیمی همانند خاور دور، خاور نزدیک و خاور میانه را باید به‌عنوان یکی از نشانه‌های نقد اروپا مداری در نظام جهانی دانست.
کمیته تخصصی نام‌نگاری و یکسان‌سازی نام‌های جغرافیایی ایران نیز در نشست مورخ ۲۹ آبان ۱۳۹۱ مسئله نامگذاری منطقه خاور میانه را بررسی کرده و آن را «برآمده از اندیشه‌های استعماری غرب» و «دارای ابهام و ایراد اساسی از جنبه‌های مختلف جغرافیایی و سیاسی» دانست و استفاده از واژه «غرب آسیا» برای بخش آسیایی، و «شمال آفریقا» برای بخش آفریقایی منطقه خاور میانه را پیشنهاد کرد. همچنین نتیجه این نشست به سازمان صدا و سیمای جمهوری اسلامی ایران و برخی از دانشگاه‌ها و نیز انجمن‌های علمی ذی‌ربط نیز منعکس شد.

## نواحی و قلمروها در خاورمیانه
- فلات ایران
- آناتولی
- بین‌النهرین
- شام
- شبه‌جزیره عربستان و کشورهای عربی خلیج فارس شامل عربستان سعودی، قطر، امارات متحده عربی، عمان، عراق، بحرین، یمن و کویت
- مصر[۹]

## اقتصاد

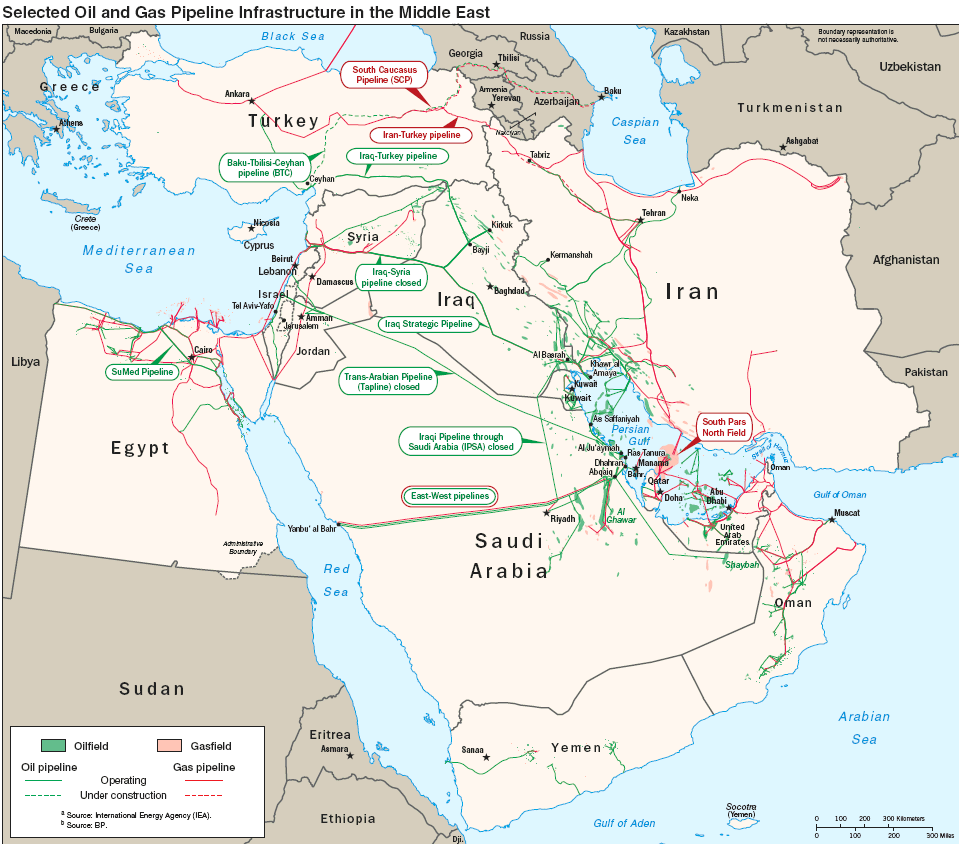
خط لوله‌ها و تأسیسات نفت و گاز در خاورمیانه

خاور میانه از مناطقی است که به دلیل برخورداری از ذخایر عظیم نفت، یک منبع انرژی برای جهان به‌شمار می‌رود. عربستان، ایران، عراق، کویت، امارات متحده عربی از کشورهایی هستند که دارای بزرگ‌ترین منابع نفت در جهان هستند. خاور میانه همچنین دارای ذخایر عظیم گاز طبیعی است. ایران و قطر به ترتیب دومین و سومین ذخایر گاز طبیعی در جهان را دارند. اقتصاد کشورهای نفت خیز خاور میانه بیشتر تک محصولی و به صادرات نفت وابسته است و کمتر از منابع نفت در بخش صنعتی این کشورها استفاده می‌شود. یمن یکی از کشورهای فقیر این منطقه به‌شمار می‌رود.
تمامی کشورهای تولیدکننده نفت خاور میانه در گروه کشورهای منا دسته‌بندی می‌شوند.
بیشترین و کمترین نرخ تورم سالیانه در این منطقه به ترتیب به سوریه با ۱۲۱٫۲۹ درصد تورم سالانه به عنوان بیشترین تورم و عربستان سعودی با ۰٫۸۵ تورم کمترین میزان نرخ تورم را به خود اختصاص داده است.

## نگارخانه

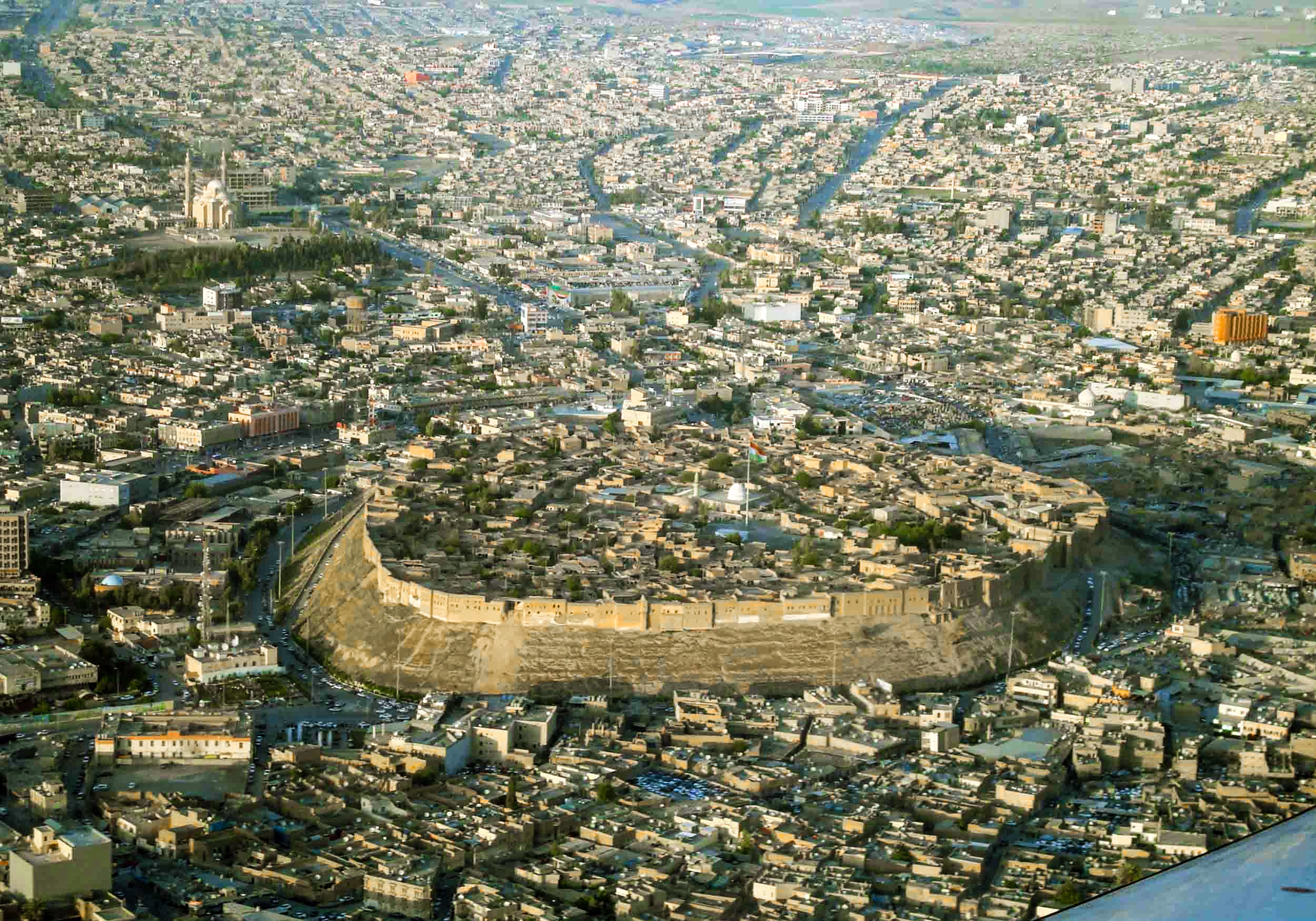
اربیل، اقلیم کردستان
ابوظبی، امارات متحده عربی
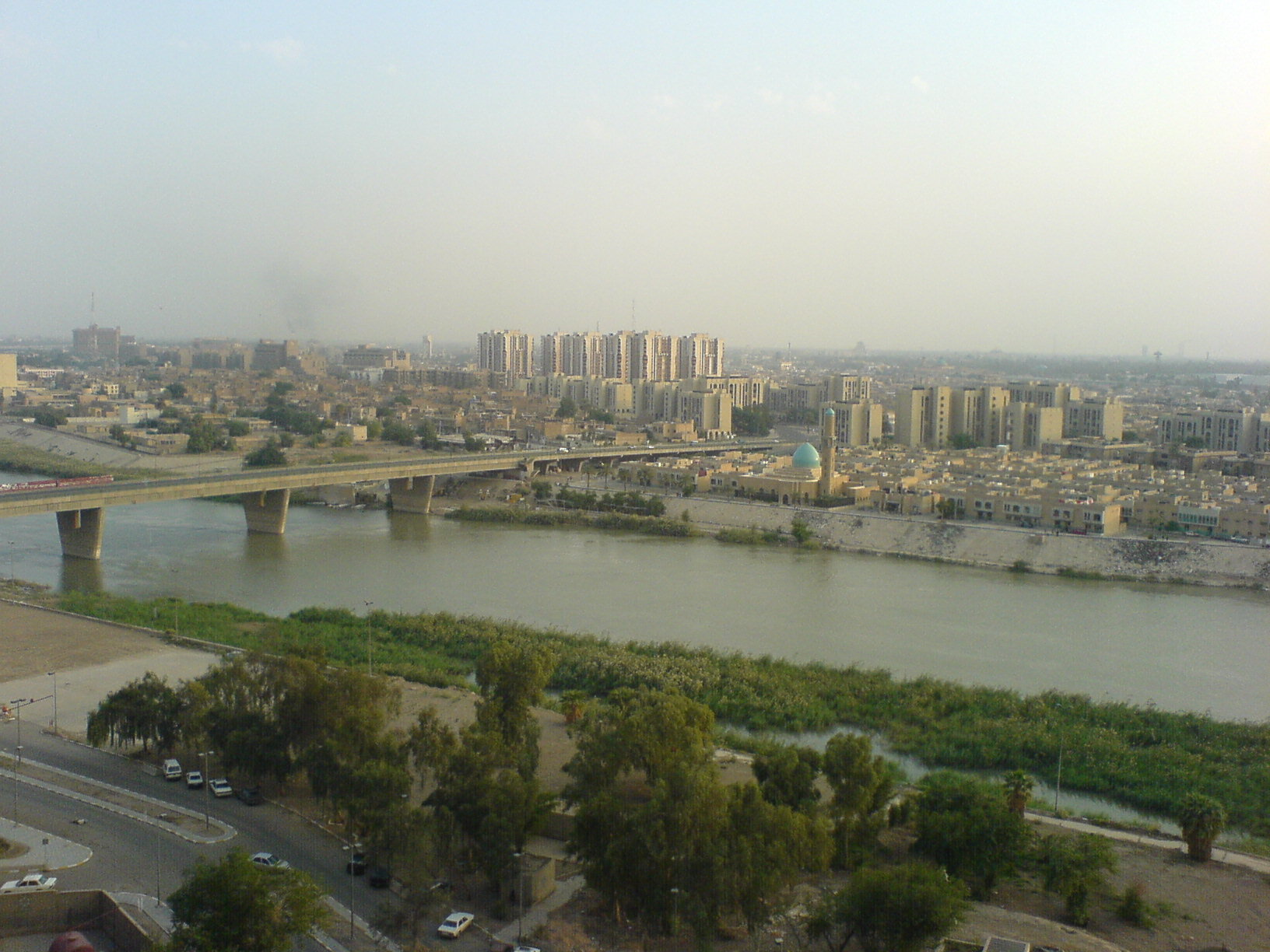
بغداد، عراق
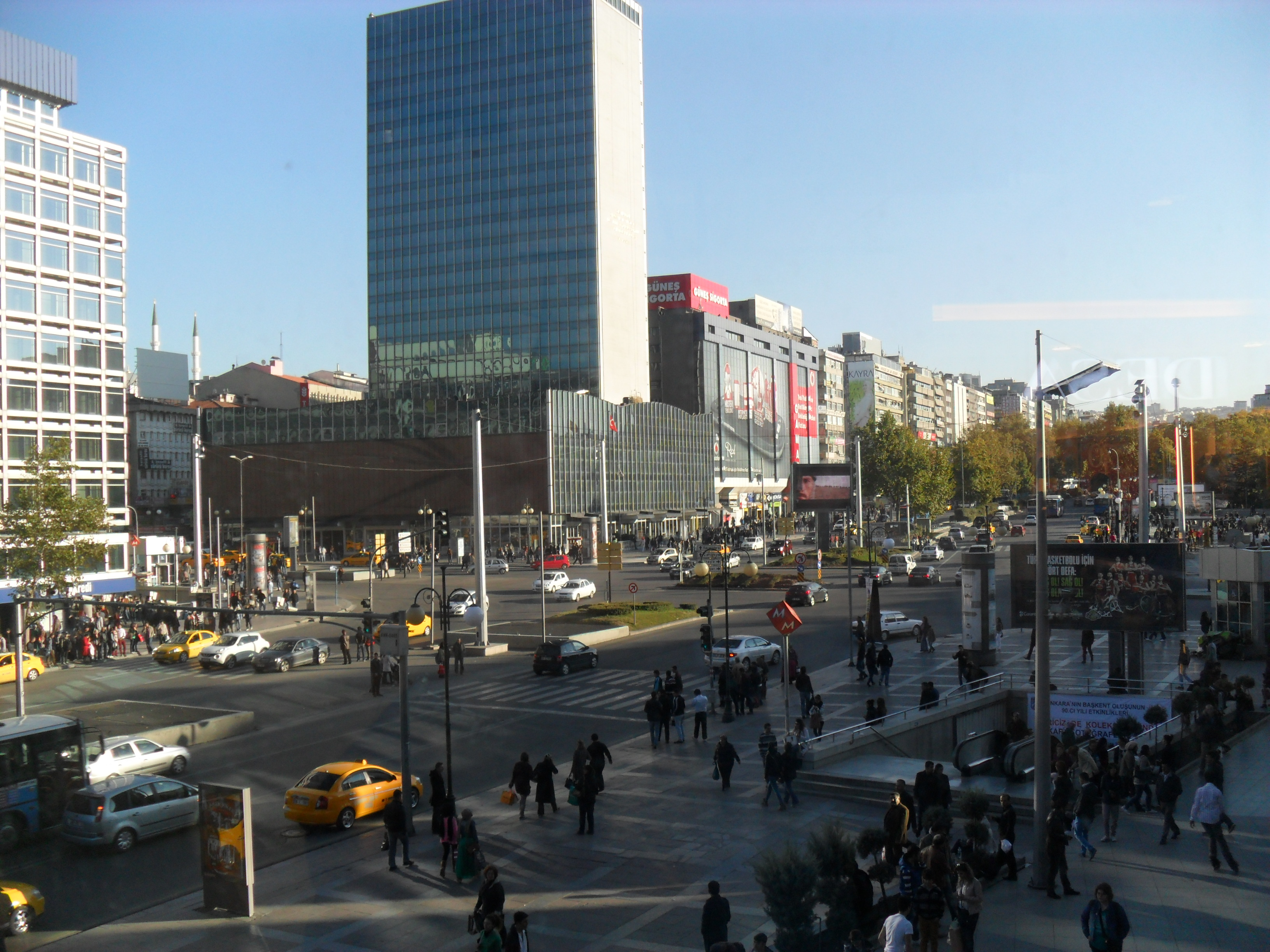
آنکارا، ترکیه
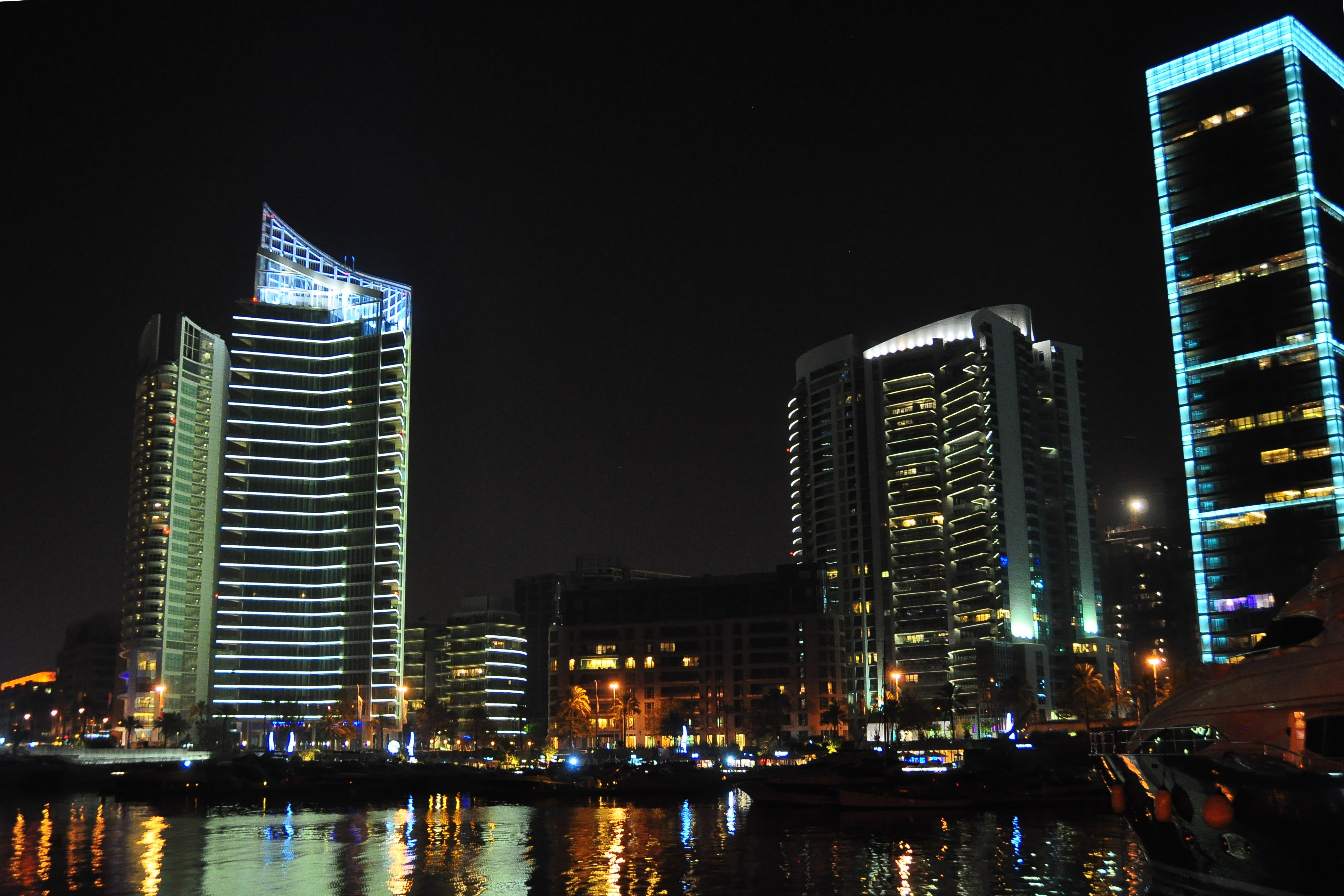
بیروت، لبنان
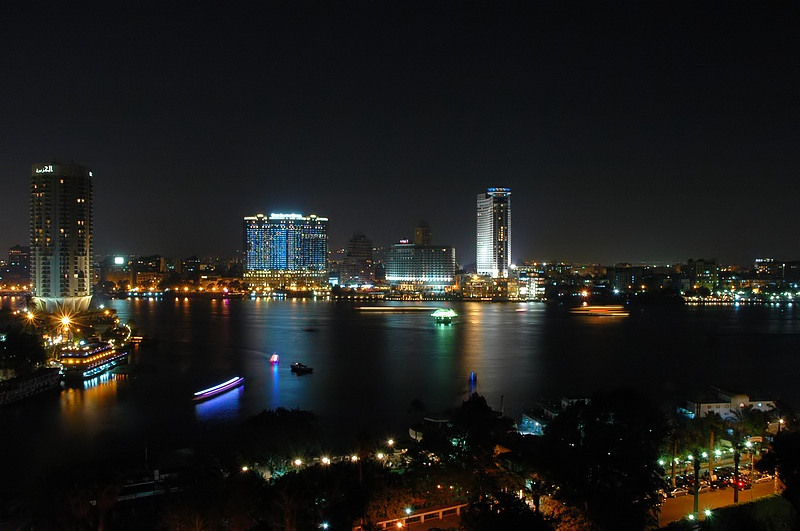
قاهره، مصر
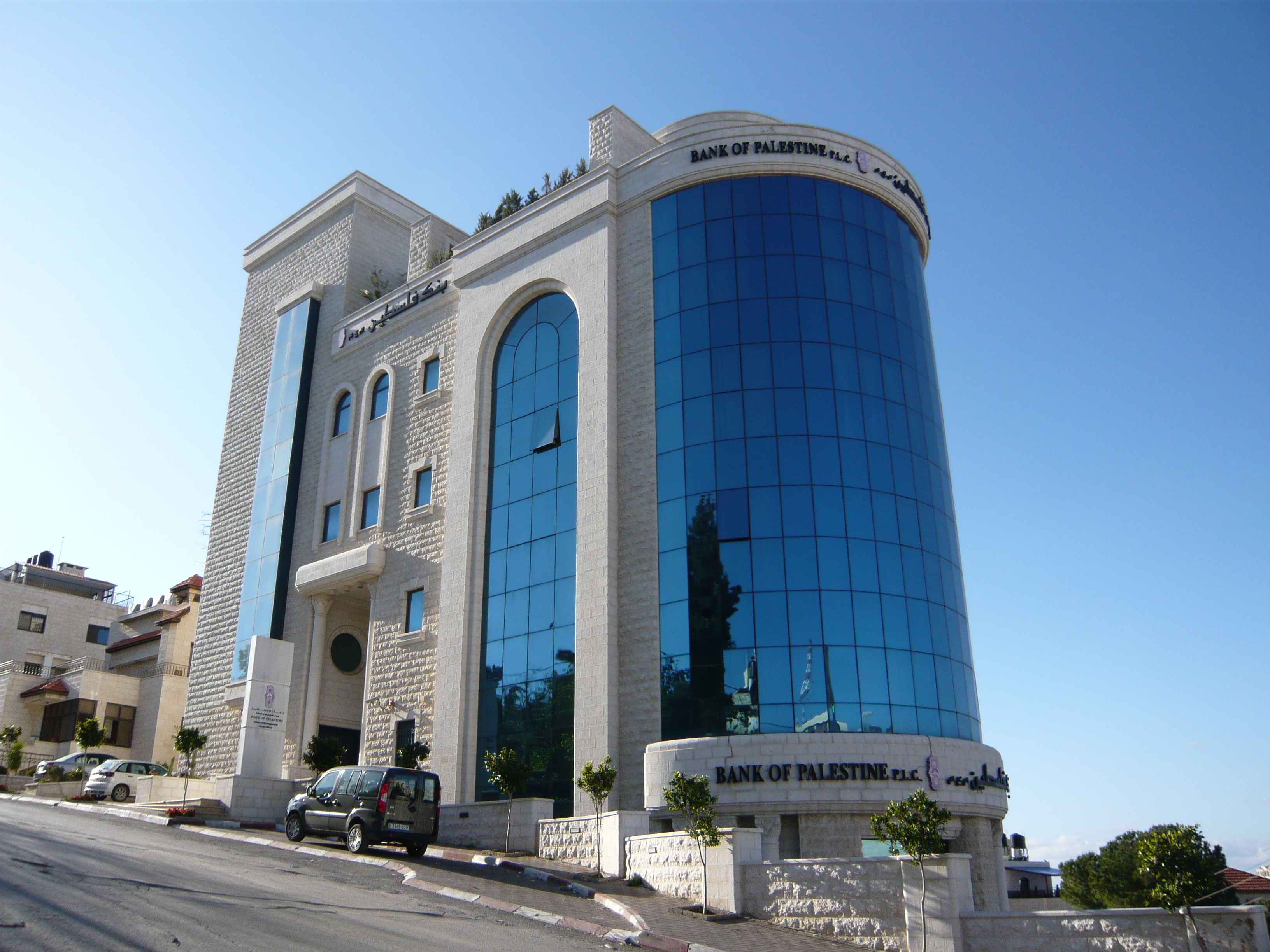
رام‌الله، فلسطین
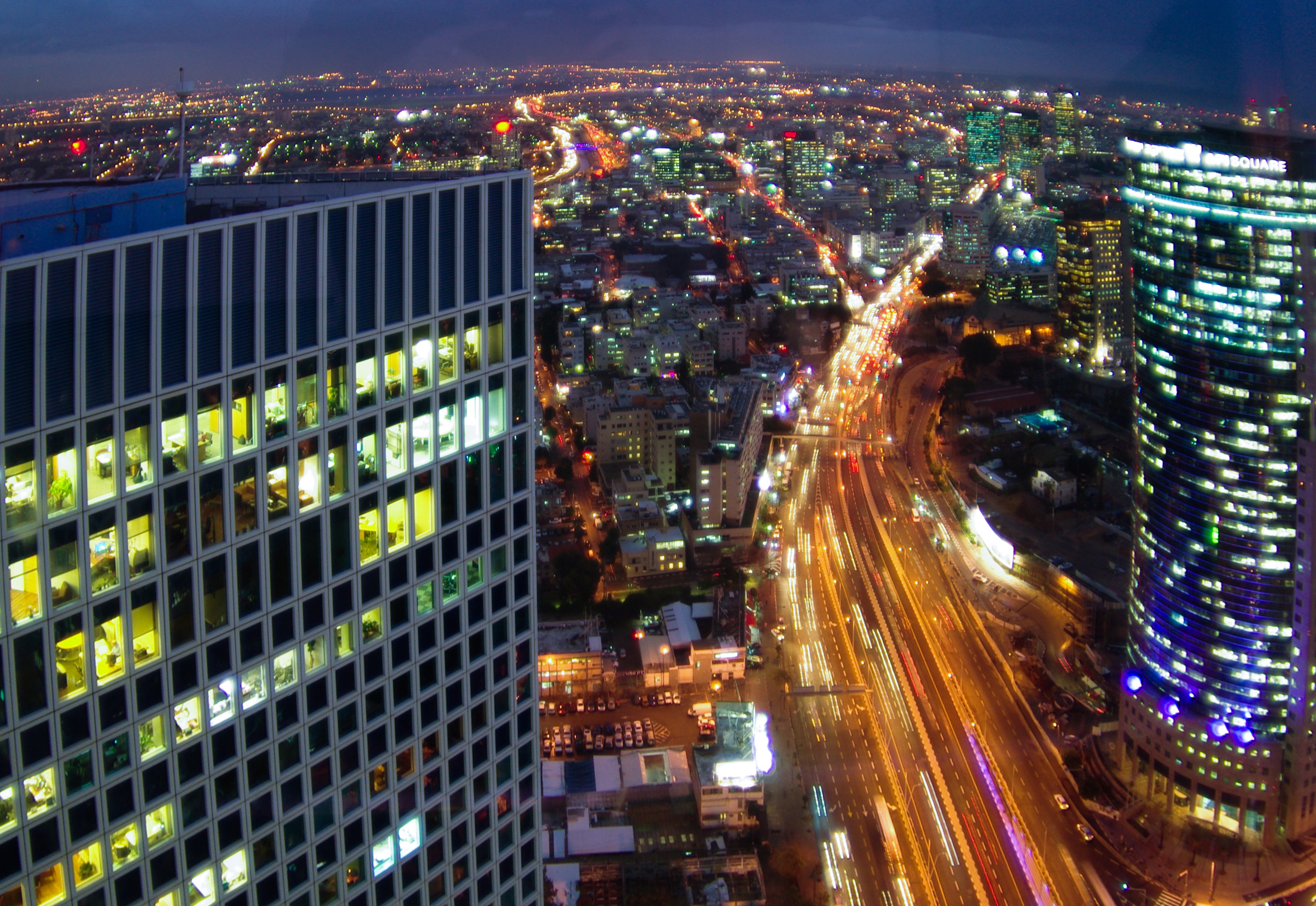
تل‌آویو، اسرائیل
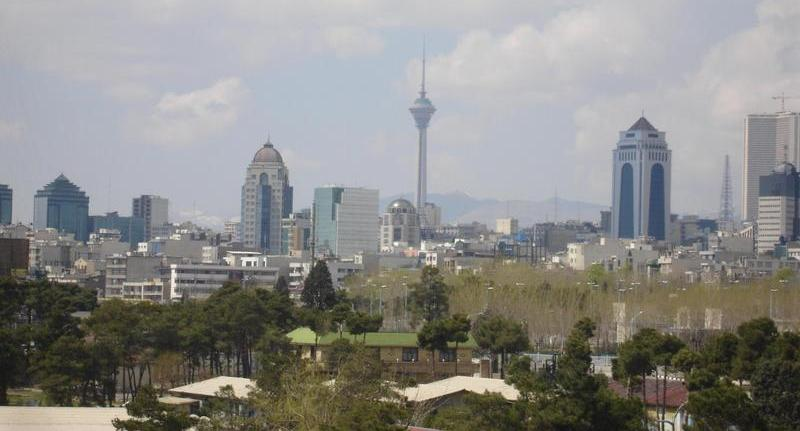
تهران، ایران
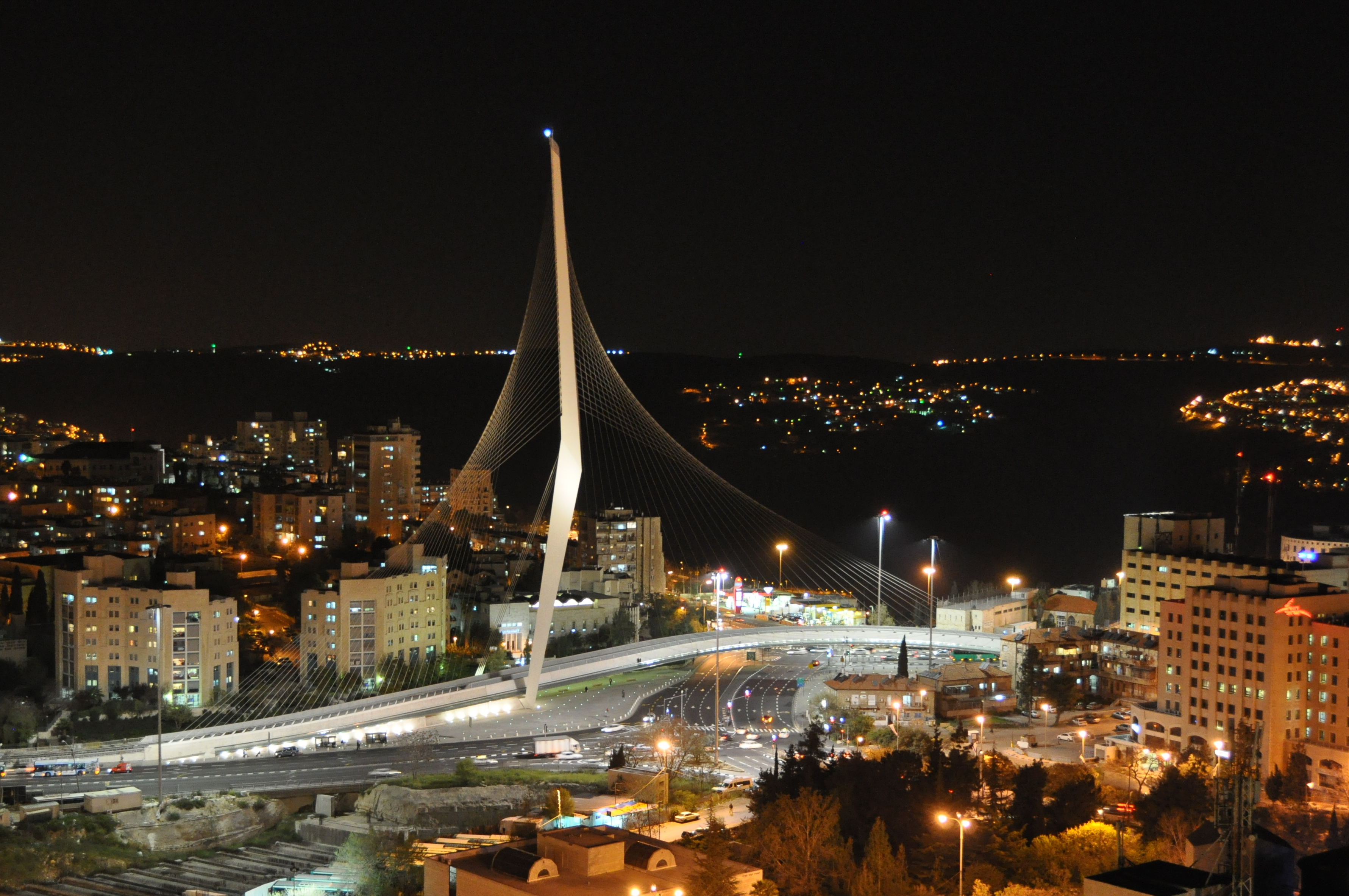
اورشلیم، اسرائیل
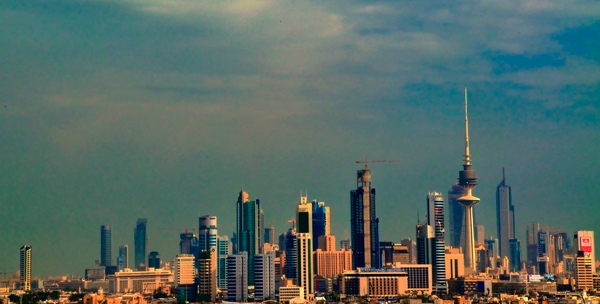
کویت سیتی، کویت
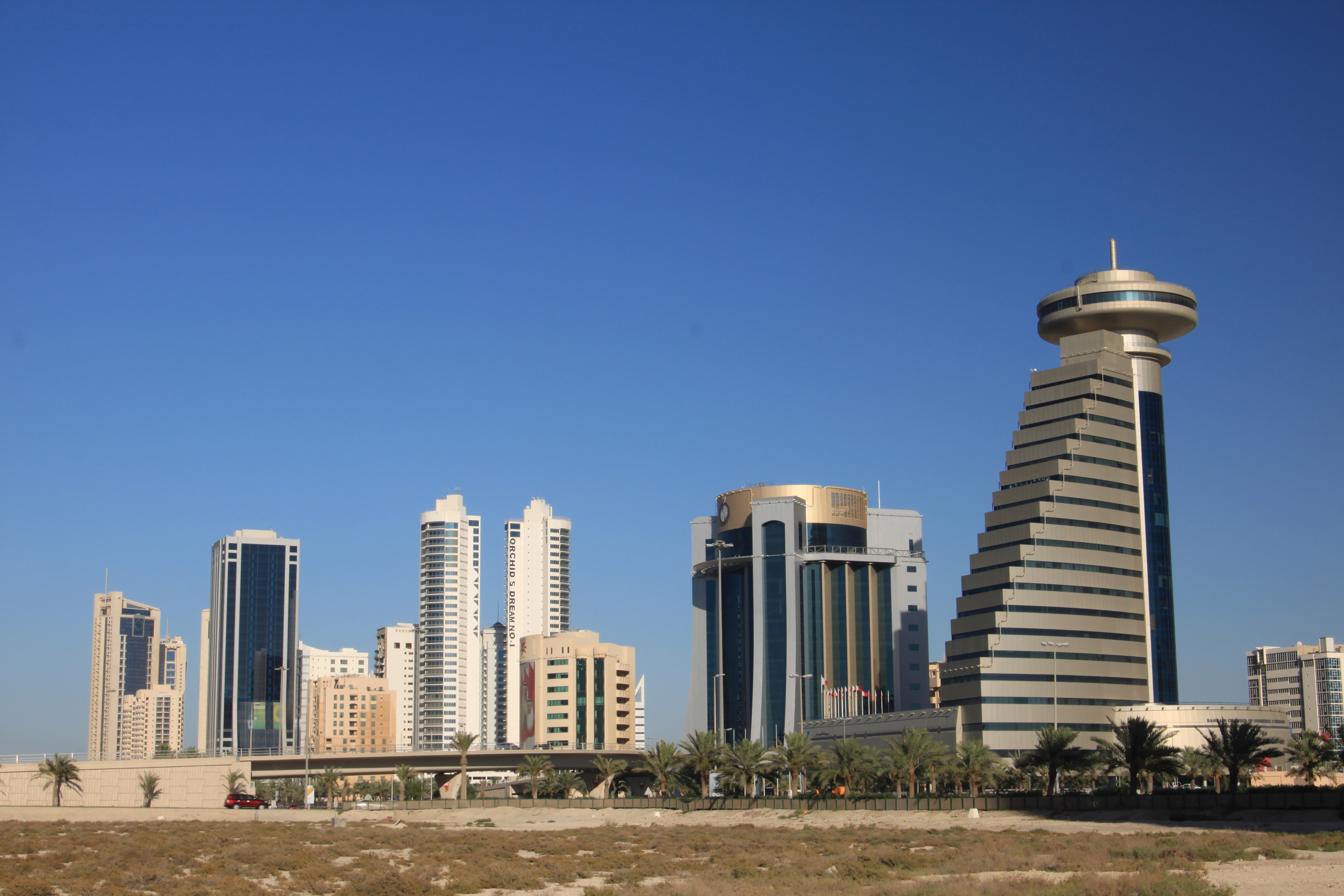
منامه، بحرین
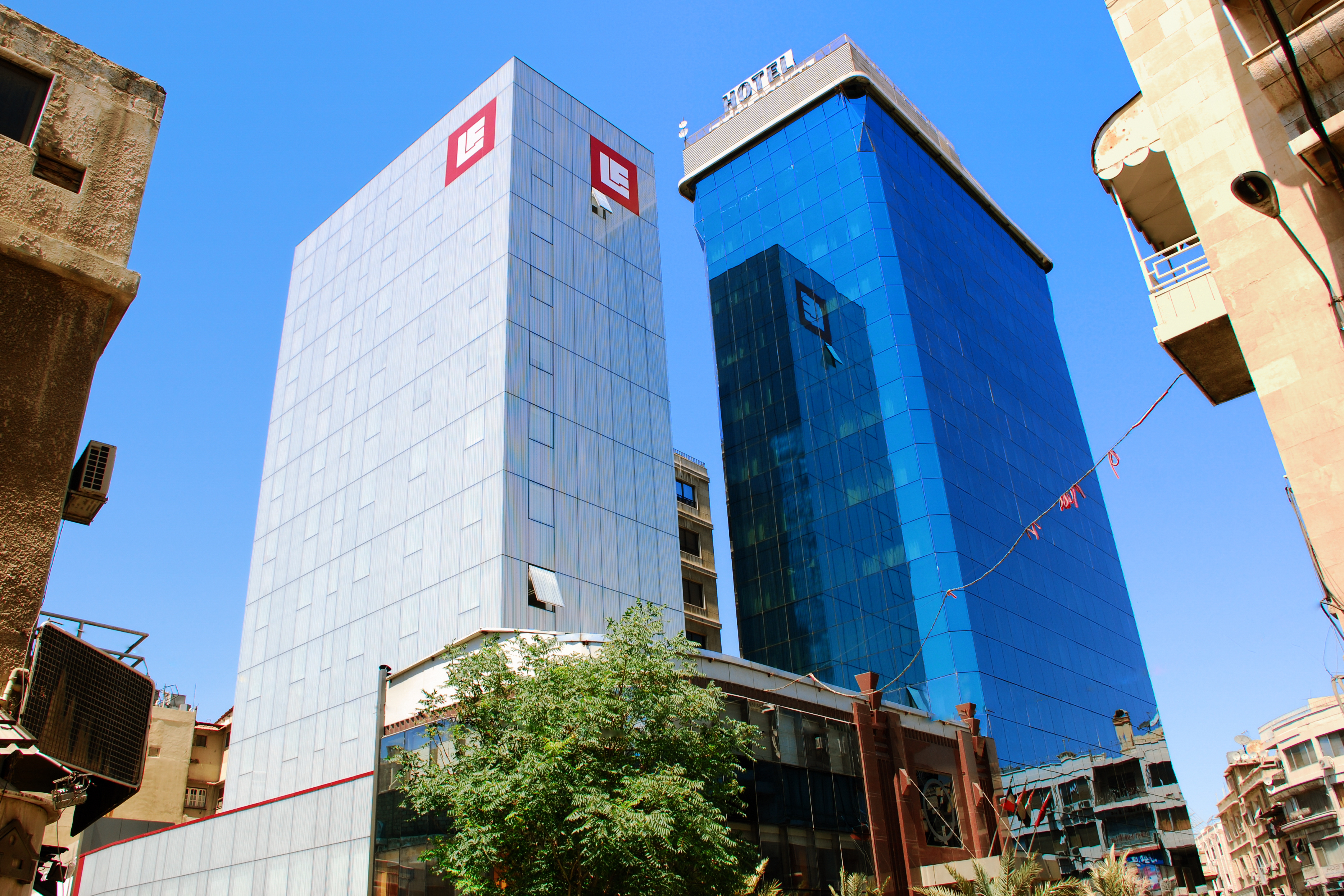
دمشق، سوریه
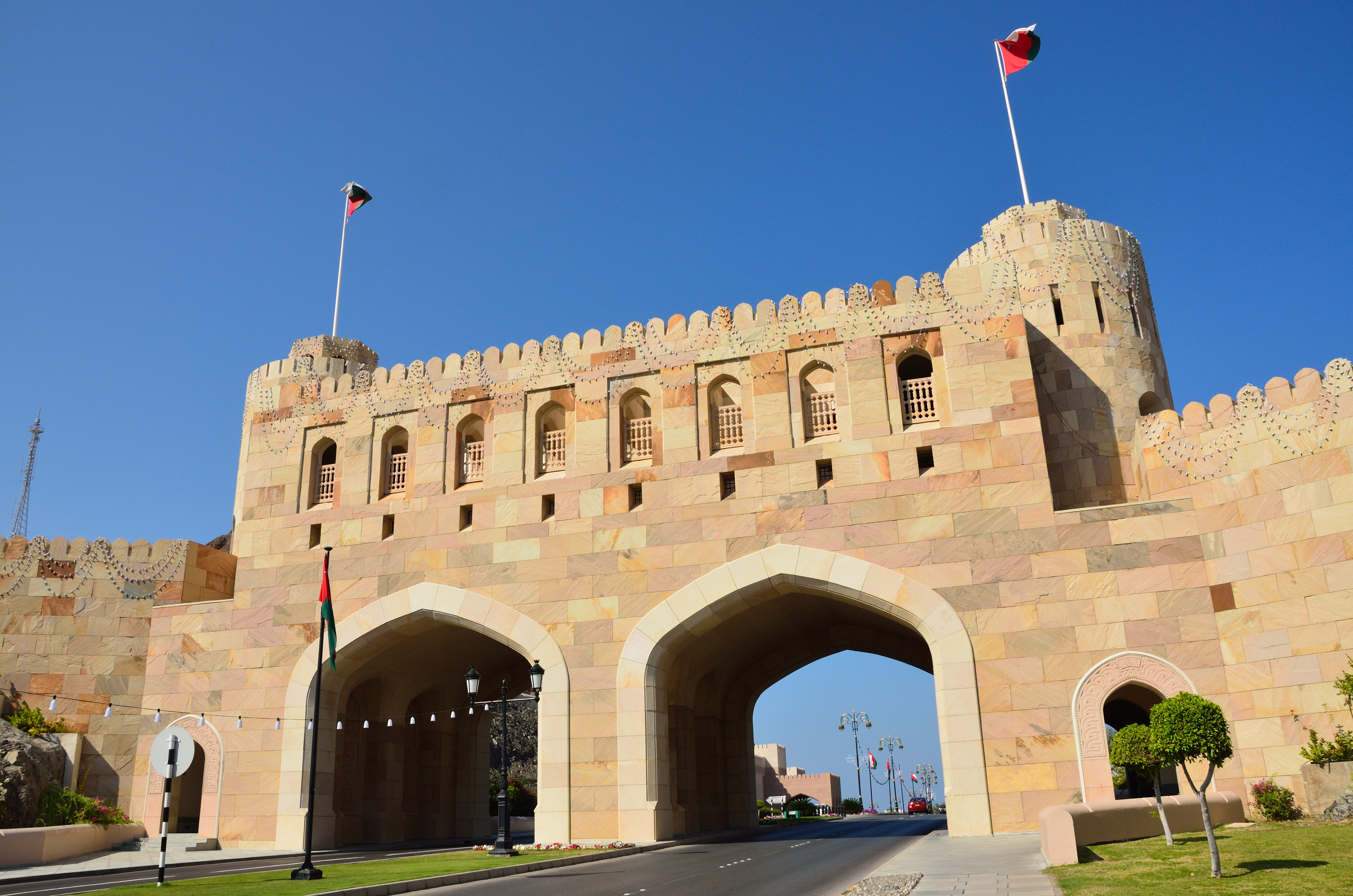
مسقط، عمان
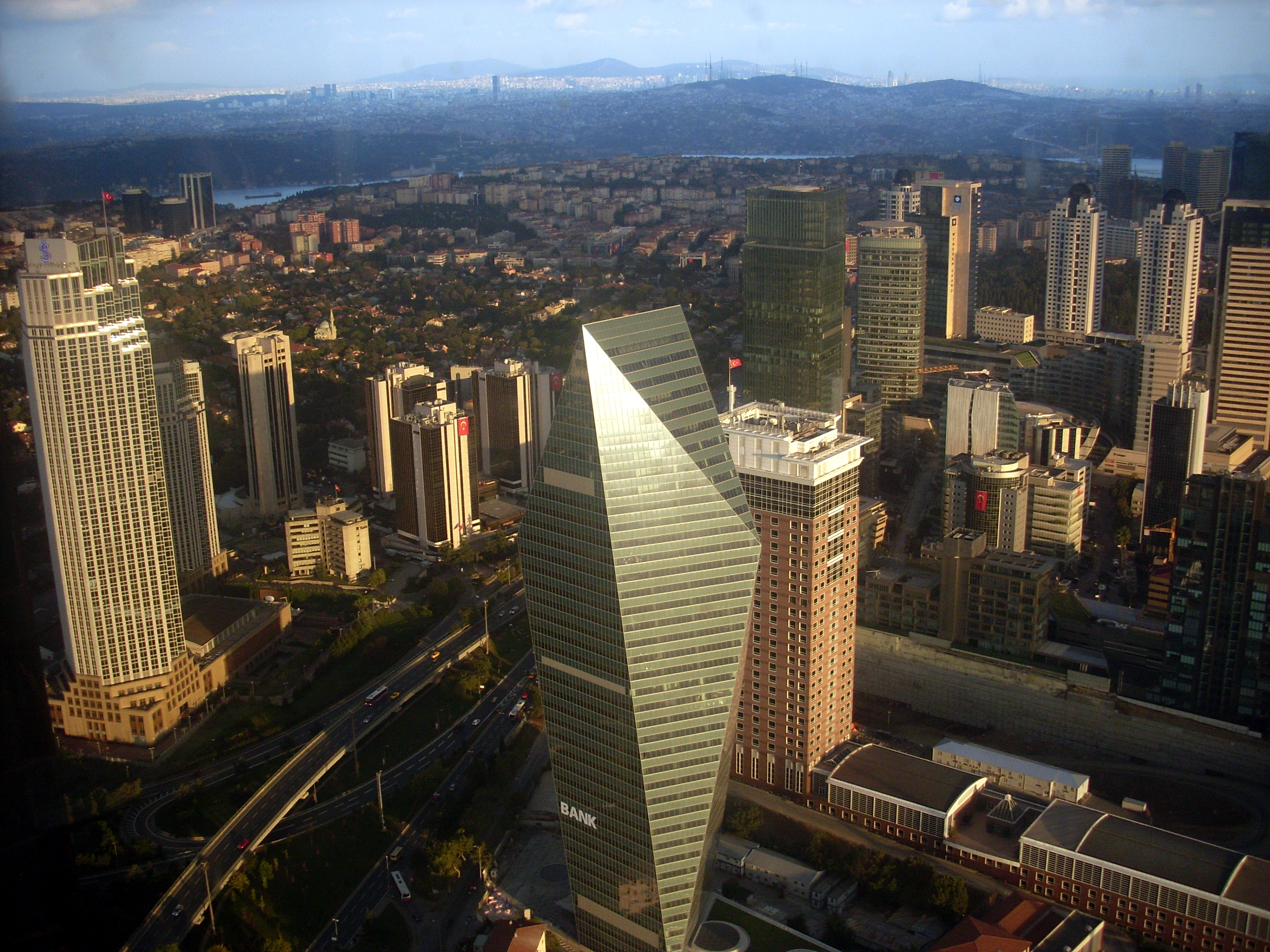
استانبول، ترکیه